# Luís Má Sorte
Luís Má Sorte é uma série de banda desenhada franco-belga, criada por Frank Giroud (argumento) e Jean-Paul Dethorey (desenhos); uma segunda série foi desenhada por Didier Courtois e intitulada Louis Ferchot evocando a juventude do herói.
Louis Ferchot, alcunhado de Luís Má Sorte, regressa a França após alguns anos passados numa prisão da Cayenne. A França de 1922 a que regressa está bastante diferente do que o ex-miliciano, amotinado e preso conhecia. Luís fazia parte da recruta de 1911, que estava prestes a sair do exército quando a França decretou a mobilização geral no início da Primeira Guerra Mundial. Presente em todas as frentes da guerra, e após o Armistício no Mar do Norte, onde a França apoia os Russos Brancos, onde participa num motim, é preso e levado para cumprir pena na Cayenne, não beneficiando das amnistia dada aos amotinados, uma que tinha sido preso por insubordinação.

## Álbuns

### Em Portugal
- Luís Má Sorte - 1984
- Moulin Rouge - 1984
- Um Outono em Berlim-1986
- O dia dos Falcões - 1987
- O Esquadrão Purpura - 1988
- Charleston - 1989
- Os Vagabundos
- Fúria

A Meribérica/Liber distribuiu estas edições no Brasil através da Meribérica do Brasil (Rio de Janeiro).